# Malostranské náměstí
Malostranské náměstí tvoří centrum Malé Strany v Praze, v městské části Praha 1. Fakticky jde spíše o dvojici náměstí, oddělených kostelem a s ním spojeným blokem domů.

## Historie

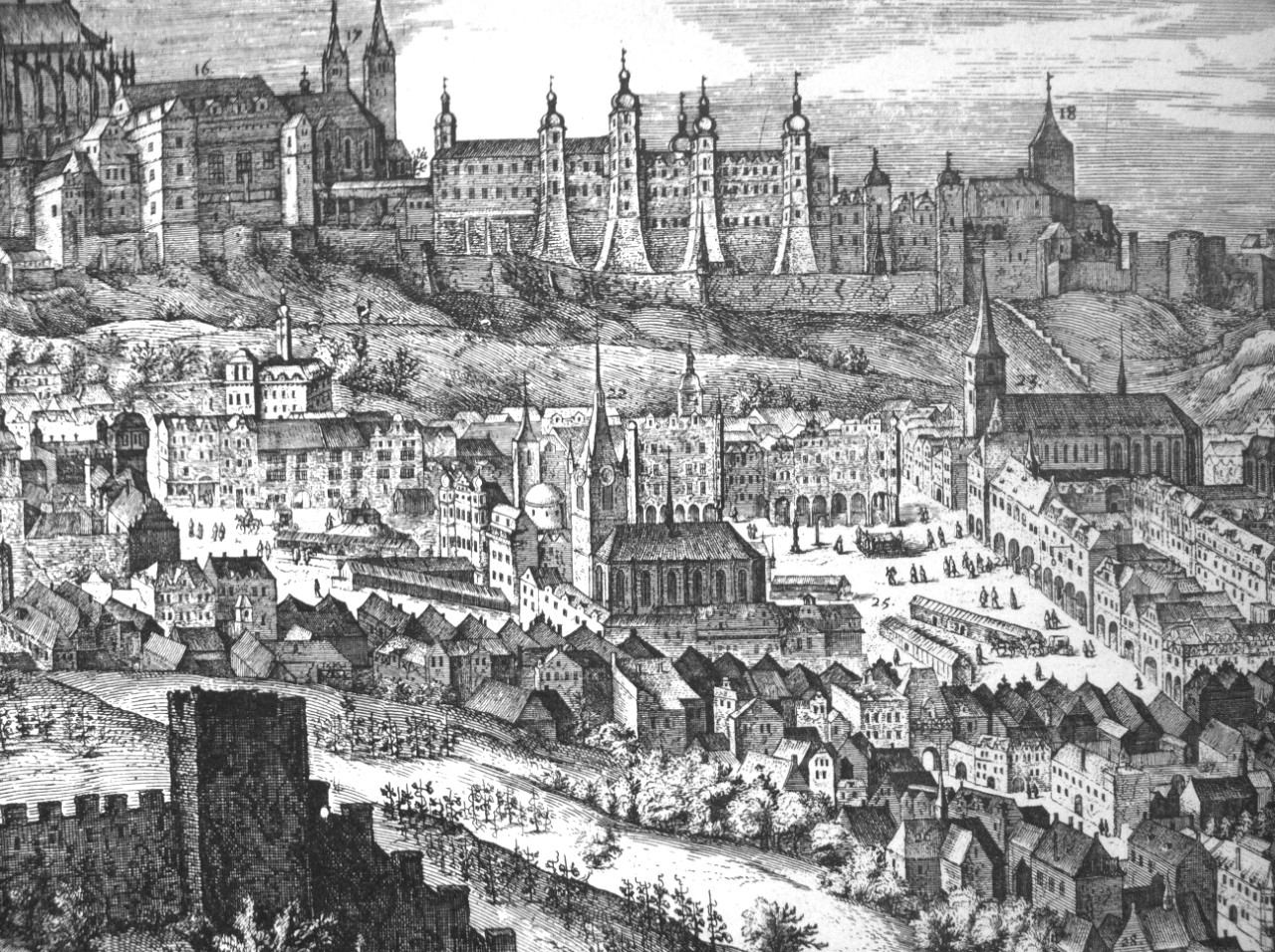
Náměstí na začátku 17. století.

V minulosti toto náměstí neslo různá jména (Rynk, Malostranský rynek, Štěpánské náměstí, též náměstí Maršála Radeckého či Radeckého náměstí, neboť zde v letech 1858–1919 stál pomník českého císařského vojevůdce maršála Josefa Václava Radeckého z Radče).
V minulosti náměstí sloužilo jako tržní prostor i pro různé společenské události (bývala zde v minulosti například šibenice či pranýř). Horní části náměstí se také říkávalo Vlašský plac, to podle malostranských Vlachů (Italů), kteří zde nabízeli svoje výrobky a zboží. Od roku 1283 stál na rynku gotický farní kostel svatého Mikuláše.
2. června 1541 vypukl v domě „Na baště“, který stál v místech dnešního Šternberského paláce na severní straně dolní části dnešního náměstí, velký požár, který zničil dvě třetiny domů Malé Strany a severní část Pražského hradu. Obnova vtiskla Malé Straně rysy vlašské renesance.
Po roce 1620 byl kostel sv. Mikuláše včetně budovy fary předán jezuitům a malostranská farnost přeložena k sousedícímu kostelu sv. Václava. Jezuité ve faře roku 1626 zřídili svůj profesní dům a roku 1628 otevřeli v blízkosti obecnou školu a nižší gymnázium. Skoupili větší množství domů, pozemků a zahrad v okolí, část starých budov včetně původního gotického kostela sv. Mikuláše i kostela svatého Václava, far i škol zbourali a roku 1673 položili základní kámen ke stavbě nového kostela a profesního domu. V rohu nového profesního domu byl vybudován nový kostel svatého Václava.

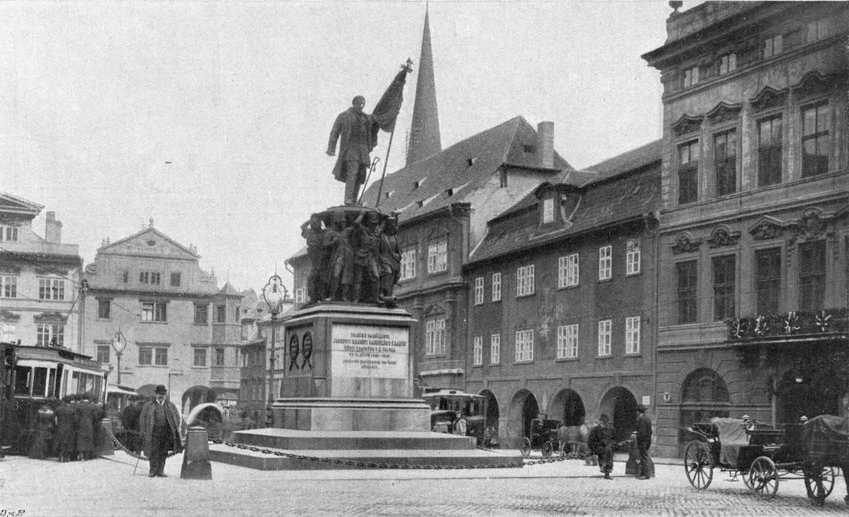
Dolní část náměstí s pomníkem Radeckého (začátek 20. stol.)

Stavba nového, barokního kostela svatého Mikuláše se však zdržela, započala až roku 1703 a postupně probíhala až do šedesátých let, kdy se končilo s výzdobou. Dům U tří labutí při severní straně náměstí, který jezuité koupili v roce 1629 a od roku 1654 používali jako školu, byl v letech 1711–1724 pod vedením Kryštofa Dientzenhofera přestavěn na vzdělávací komplex s učebnami, prostorami pro ubytování i stravování žáků, kaplí i divadelním sálem. V roce 1787 bylo dosavadní jezuitské gymnázium propojeno s budovou dvorské komory a přestavěno pro účely královského místodržitelství, později sloužilo zemskému úřadu, ministerstvu vnitra a dnes Poslanecké sněmovně.
13. listopadu 1858 zde byl za přítomnosti císaře Františka Josefa I. a jeho manželky Alžběty Bavorské odhalen pomník maršála Radeckého. (V květnu 1919 bylo z pomníku demontováno sousoší a v roce 1921 byl odstraněn i kamenný podstavec.) Na konci století přibyl nový dům Malostranské záložny na rohu Mostecké ulice a u Nerudovy dům s lékárnou U Černého orla rodiny Fragnerů, kteří založili dnešní Zentivu. Výrazné bylo zavedení tramvajové linky, která spojila levobřežní Holešovice a Smíchov, v té době se intenzivně rozvíjející. Kvůli trati bylo v letech 1896–1913 vybouráno a rozšířeno ústí Karmelitské ulice, tzv. průlom U Klíčů.
Při příležitosti 10. výročí vzniku Československa byl 27. října 1928 na náměstí odhalen pomník Ernesta Denise. Odstraněn byl v noci z 20. na 21. dubna 1940.

## Uspořádání a stavby
Náměstí je tvořeno dvěma částmi, horní (západní) a dolní (východní), které jsou odděleny budovou barokního kostela sv. Mikuláše, která je jednou z dominant Malé Strany a Jezuitským profesním domem, dnes budova matematicko-fyzikální fakulty, na jehož severní straně se nachází restaurace Profesní dům. K východnímu závěru kostela přiléhá ještě špalíček budov.

### Horní náměstí

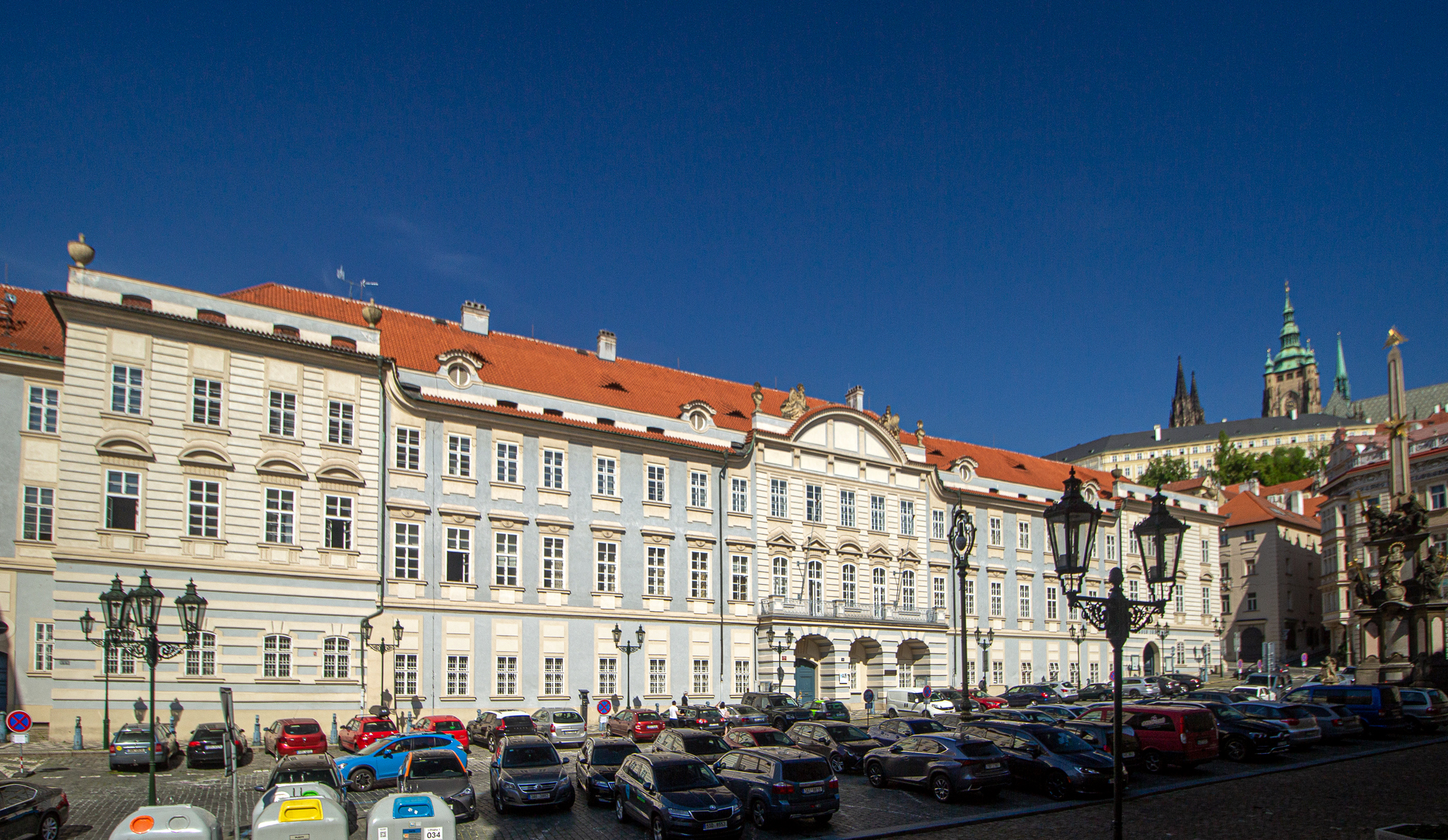
Vlevo Lichtenštejnský palác, vpravo morový sloup, za ním dům s lékárnou U Černého orla, kolébka Zentivy. V pozadí věže katedrály sv. Víta na Hradě, v popředí parkoviště

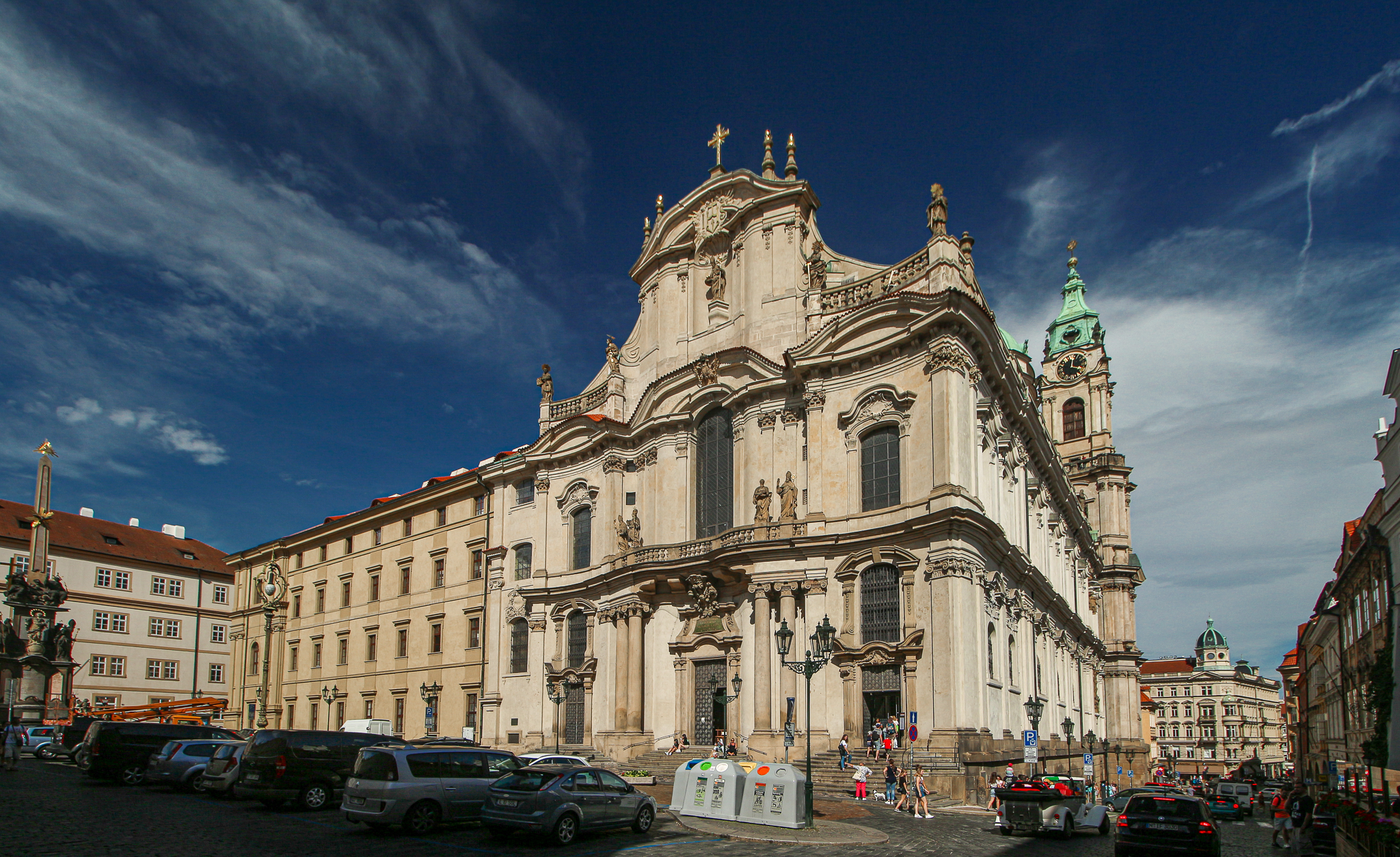
Horní náměstí: kostel svatého Mikuláše a jezuitský Profesní dům

Na severozápadním rohu náměstí navazuje Nerudova ulice stoupající západně k Hradčanům, severně ulice Zámecká (na ni navazují Zámecké schody), na jihu vede průchod do ulice Tržiště.
Kromě Profesního domu a chrámu sv. Mikuláše (s pozůstatky základů rotundy sv. Václava) na východní straně je tato část náměstí ohraničena budovou Hudební fakulty Akademie múzických umění v Lichtenštejnském a Hartigovském paláci na západní straně. V budově sídlí i divadlo Inspirace a restaurace. 
Hlavní část zaujímá budova bývalého jezuitského gymnázia (čp. 1), dnes součást poslanecké sněmovny.
Na ploše náměstí stojí morový sloup Nejsvětější Trojice se sochami Panny Marie a českých světců od sochařů Jana Oldřicha Mayera a F. Geigera podle návrhu Giovanniho Battisty Alliprandiho z roku 1717 na paměť vymizení morové epidemie v roce 1713. Po hladomoru v roce 1772 byl sloup doplněn o plastiky Ignáce Františka Platzera. Zbývající plocha je z velké části využívána především jako vyhrazená parkovací plocha.

### Dolní náměstí

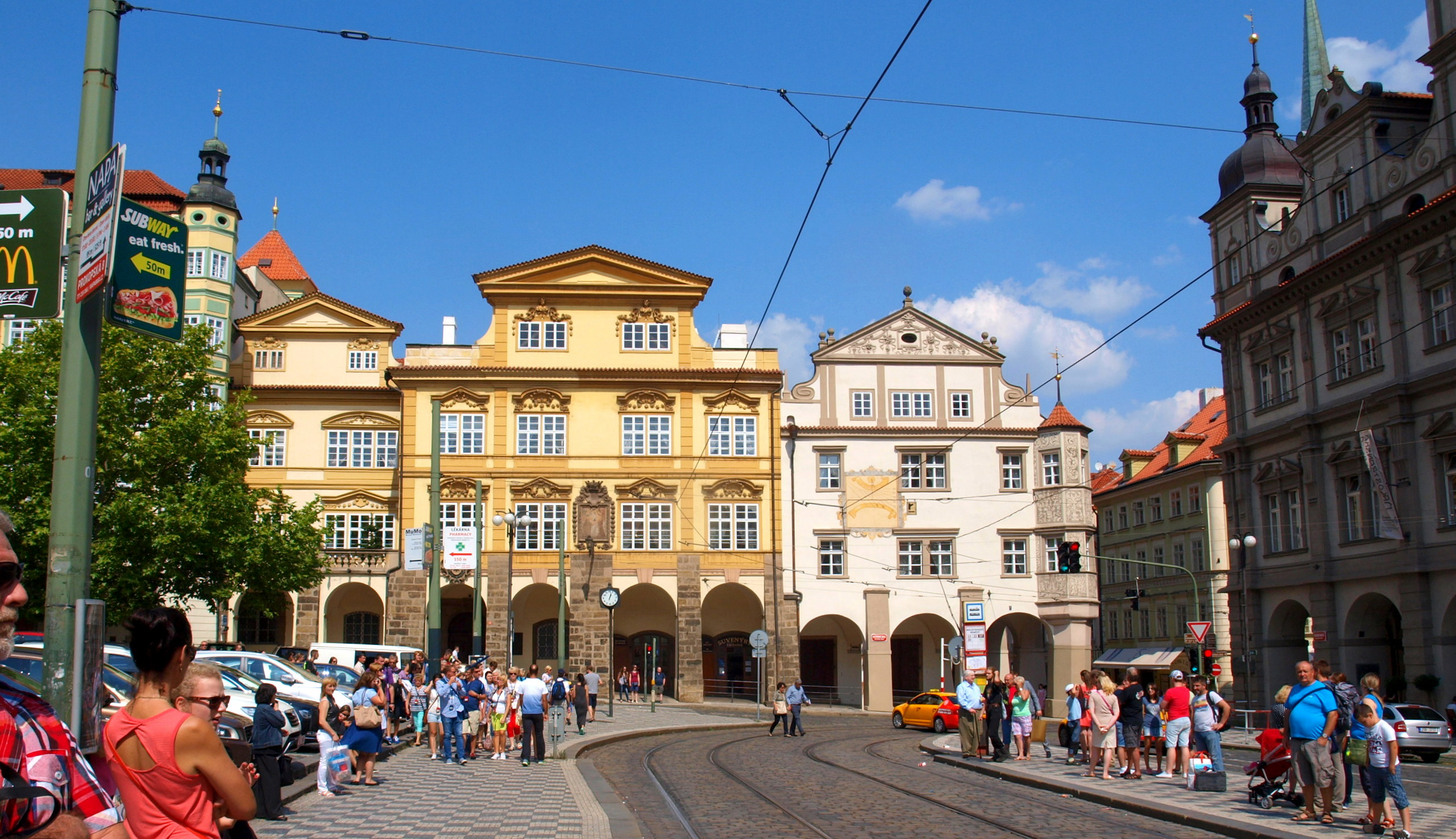
Severovýchodní kout dolní části náměstí. Vlevo Šternberský palác, vpravo Malostranská beseda, uprostřed vyústění Tomášské a Letenské ulice a věž kostela sv. Tomáše

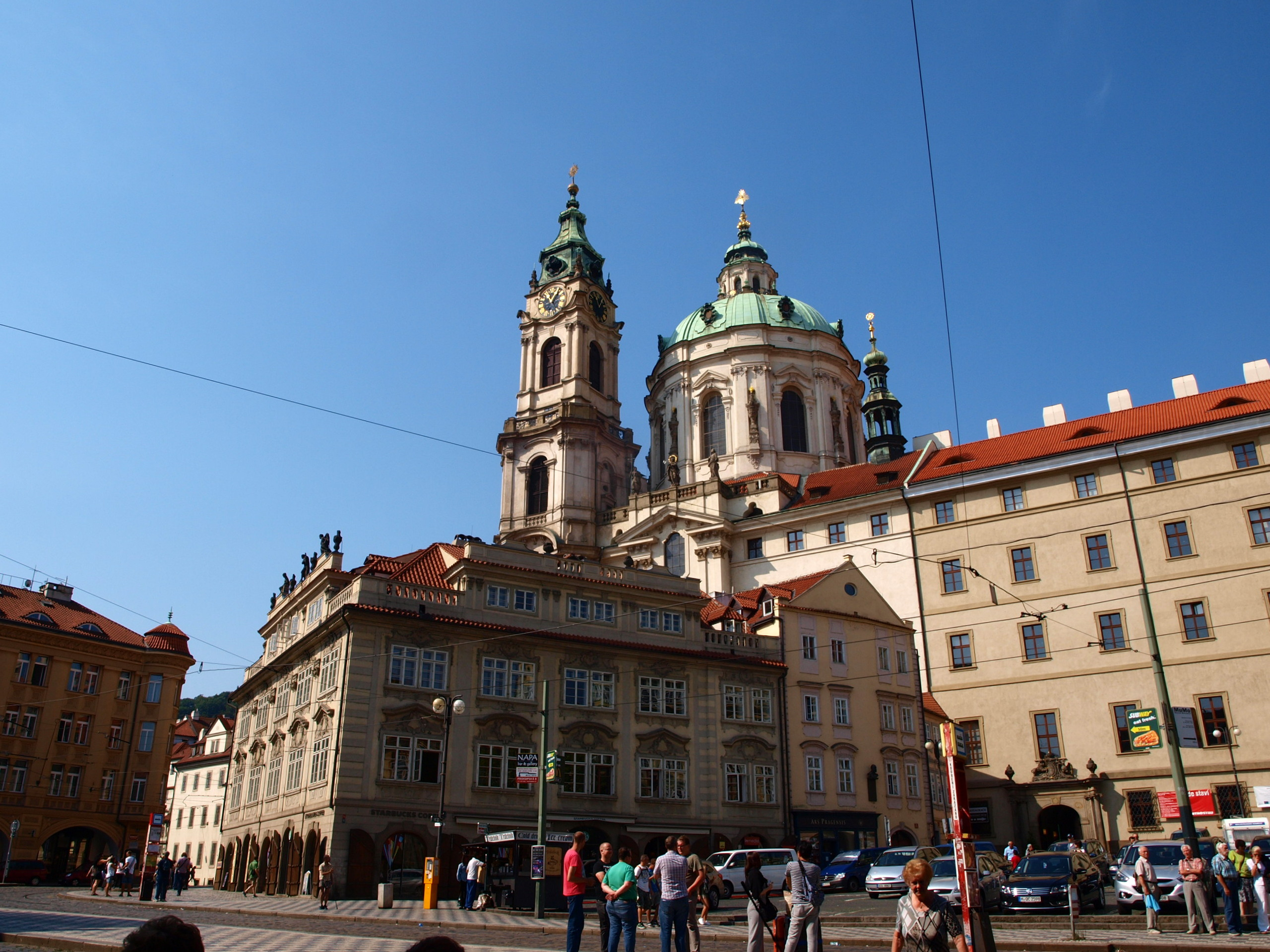
Dolní Malostranské náměstí s Grömlingovským palácem a kostelem svatého Mikuláše

Severním směrem vedou ulice Sněmovní a Tomášská, východně Letenská a Mostecká ulice směrem ke Karlovu mostu (trasa Královské cesty), na Jih ulice Karmelitská.
Na západní straně je špalíček domů, z nich nejdále zasahuje Grömlingovský palác (dům U kamenného stolu), kde bývala Malostranská kavárna navštěvována předními osobnostmi české kultury, od roku 2008 zde sídlí kavárna amerického řetězce Starbucks. Na severní straně Palác Smiřických, Šternberský palác a Velikovský dům patří ke komplexu poslanecké sněmovny. Na východní straně se nachází Kaiserštejnský palác (čp. 37, čp. 23), ve kterém v letech 1908 až 1914 žila operní pěvkyně Ema Destinnová. Ve stejném bloku se nachází i budova Malostranské besedy (bývalá malostranská radnice, čp. 21). Na jižní straně se nachází několik restaurací (U Glaubiců, Česká hospoda ad.) a hudební klub, Studio Rubín.
Část náměstí mezi tramvajovou tratí a Profesním domem zaplňuje volná plocha bývalého parkoviště zrušeného k 1. červenci 2016. V místech tramvajové zastávky stávalo od roku 1858 monumentální bronzové sousoší maršála Radeckého neseného na štítu vojáky, od Josefa a Emanuela Maxových, které však bylo kvůli protirakouským náladám i naléhání italské vlády roku 1919 rozebráno a uloženo v Lapidáriu. Již od založení pražského spolku Radecký se začalo uvažovat o umístění jeho kopie na náměstí, tato myšlenka má i své odpůrce, například legionářskou obec. Na původním místě sousoší vede tramvajová trať, a proto podle architektonické studie ing arch. Hájka z roku 2019 může být pomník nově umístěn na plochu bývalého parkoviště.. Navrhované místo je na severním nároží proti Malostranské besedě, zatímco v jižním koutě náměstí stál v letech 1928–1940 pomník francouzského historika a bohemisty Ernsta Denise, který byl zničen nacisty. Od roku 2003 ho připomínaná pamětní deska s bustou na přilehlém domě. Iniciativu na jeho obnovení  nepodpořila odborná veřejnost pro jeho nezdařilé sochařské provedení.

## Revitalizace
V roce 2014 vyhlásil Magistrát hl. m. Prahy ve spolupráci s Institutem plánování a rozvoje mezinárodní urbanisticko-architektonickou soutěž na ideové řešení prostoru Malostranského náměstí. Soutěž vyhrál návrh architektů Martina Hájka, Václava Hájka a Petra Horského. Od června 2016 bylo v dolní části náměstí zrušeno parkoviště a Praha zde zajišťovala dočasné kulturní akce, např. Prastánek Františka Skály. Zrušení parkoviště kritizovali především poslanci sídlící v nedaleké Poslanecké sněmovně, rozruch vzbudil např. poslanec Roman Váňa slovy: „S auty je to náměstí hezčí, smysluplnější, živější, prázdné bez aut mi to přijde podle návrhů, co jsem viděl, ošklivější, nelidské.“ Na samotné rekonstrukci, která měla omezit tranzitní dopravu Malou Stranou a zpříjemnit prostor pro chodce, uživatele MHD nebo cyklisty, se v gesci radní Kolínské pokračuje s architekty, kteří vyhráli soutěž. Hotová dokumentace pro stavební povolení byla na stavební úřad podána v roce 2018, k realizaci by mělo dojít v roce 2019.

## Doprava
V létě 1883 byla na náměstí přivedena Mosteckou ulicí trať koněspřežné tramvaje od Národního divadla, v roce 1905 byla elektrifikována a roku 1908 zrušena. V letech 1908–1909 vedla přes Malostranské náměstí první pražská a zřejmě i česká autobusová linka. Od 22. prosince 1900 byla na Malostranské náměstí přivedena tramvajová trať z Újezda, budovaná již jako elektrická, ale zpočátku na ní provizorně jezdila koňka. Od 24. června 1901 na tuto trať navázala dvojice jednokolejných tratí ke Klárovu, v roce 1926 však byla kolej v ulicí Tomášské a Valdštejnské ulici zrušena a trať Letenskou ulicí zobousměrněna.
V současnosti náměstí slouží především městské turistice, ale je i významným dopravním centrem Malé Strany, protože úzké a svažité uličky Malé Strany nejsou obslouženy veřejnou dopravou. 13. ledna 2010 byla zavedena elektrobusová linka 292, která zastavuje na obou částech náměstí (na horní části má zastávku Nerudova) a spojuje jej s nemocnicí Pod Petřínem.
Tramvajová trať sledující levý břeh Vltavy je vedena od Letenské ulice, která je do náměstí zaústěna dvojicí úzkých průjezdů, z nichž severnějším prochází kolejová splítka tramvajové trati. Trať vede přes dolní část náměstí, kterou opouští jižním směrem po Karmelitské ulici. Na severní i jižní straně náměstí je doprava řízena světelnou signalizací.